# Saint-Baldoph
Saint-Baldoph – miejscowość i gmina we Francji, w regionie Owernia-Rodan-Alpy, w departamencie Sabaudia.
Według danych na rok 1990 gminę zamieszkiwało 2227 osób, a gęstość zaludnienia wynosiła 357 osób/km² (wśród 2880 gmin regionu Rodan-Alpy Saint-Baldoph plasuje się na 394. miejscu pod względem liczby ludności, natomiast pod względem powierzchni na miejscu 1416.). Nazwa miejscowości pochodzi od imienia św. Baldulfa.